# Survivor (programa de televisión chileno)
Survivor es un programa juvenil creado a partir del reality show español Supervivientes, pero adaptado para ser transmitido diariamente en un estudio de televisión de 19:00 a 21:00. El fin del programa es someter a un grupo de jóvenes a duras pruebas físicas, de conocimiento y destreza para evitar ser eliminados, con el gran objetivo de obtener el gran premio final correspondiente a 10 millones de pesos chilenos. La competencia constará de 2 fases, fase de equipos y fase individual.

## Primera temporada
La primera temporada de Survivor comenzó el día lunes 12 de julio de 2010 presentando a los participantes del programa. Compiten en dos equipos: Verde y Azul; dichos equipos, de lunes a jueves, compiten por nominar a uno de los participantes del equipo contrario, estos se enfrentan en tres pruebas las cuales valen 100, 200 y 300 puntos respectivamente para el ganador y de esta manera se da a conocer el equipo ganador del día, el cual nominará a un participante del equipo contrario. Así se buscan a los cuatro nominados de la semana más uno elegido por el público vía SMS para la prueba de eliminación, realizada los días viernes y en donde se da a conocer el eliminado.
Los participantes que ingresaron al programa son los siguientes:
- Alejandra Merino
- Alejandro Oyarzún
- Alison Larraín
- Ariel Cárdenas
- Belén Riffo
- Catalina Olmos
- Christian San Martín
- Christopher Mergen
- Cristóbal Venegas
- Diego Guerrero
- Felipe Romero
- Francisco Fuentes
- Jorge Uribe
- Marión Vallejos
- Romina Ayala
- Sandra Plett
- Sebastián Pereira
- Valeria Müller
- Valentina Valle
- Yessenia Vargas

### Fase de Equipos
Los equipos de la primera temporada de Survivor son los siguientes:
| Equipo       | Participantes | Eliminados |
| ------------ | --- | --- |
| Equipo Verde | - Christian San Martín - Diego Guerrero - Romina Ayala - Sebastián Pereira - Valeria Müller                                  | - Alejandro Oyarzún - 2º eliminado - Marión Vallejos - 3º eliminada - Alejandra Merino - 4º eliminada - Felipe Romero - 5º eliminado - Catalina Olmos - 6º eliminada |
| Equipo Azul  | - Alison Larraín - Belén Riffo - Christopher Mergen - Cristóbal Venegas - Francisco Fuentes - Sandra Plett - Valentina Valle | - Ariel Cárdenas - 1º eliminado - Yessenia Vargas - 7º eliminada - Jorge Uribe - 8º eliminado                                                                        |

### Tabla de competencia
| Participantes        | Condición en el programa |
| -------------------- | ------------------------ |
| Christian San Martín | Pasó a fase individual   |
| Diego Guerrero       | Pasó a fase individual   |
| Romina Ayala         | Pasó a fase individual   |
| Sebastián Pereira    | Pasó a fase individual   |
| Valeria Müller       | Pasó a fase individual   |
| Catalina Olmos       | 6º eliminada             |
| Felipe Romero        | 5º eliminado             |
| Alejandra Merino     | 4º eliminada             |
| Marión Vallejos      | 3º eliminada             |
| Alejandro Oyarzún    | 2º eliminado             |

| Participantes      | Condición en el programa |
| ------------------ | ------------------------ |
| Alison Larraín     | Pasó a fase individual   |
| Belén Riffo        | Pasó a fase individual   |
| Christopher Mergen | Pasó a fase individual   |
| Cristóbal Venegas  | Pasó a fase individual   |
| Francisco Fuentes  | Pasó a fase individual   |
| Sandra Plett       | Pasó a fase individual   |
| Valentina Valle    | Pasó a fase individual   |
| Jorge Uribe        | 8º eliminado             |
| Yessenia Vargas    | 7º eliminada             |
| Ariel Cárdenas     | 1º eliminado             |

### Tabla de eliminación
| Semana          | Primer nominado      | Segundo nominado  | Tercer nominado   | Cuarto nominado      | Nominado por el público   | Salvado por el público   | Ganador              | Eliminado         |
| --------------- | -------------------- | ----------------- | ----------------- | -------------------- | ------------------------- | ------------------------ | -------------------- | ----------------- |
| 12-16 de julio  | Ariel Cárdenas       | Cristóbal Venegas | Francisco Fuentes | Christian San Martín | Alejandro Oyarzún 24,2%   | Francisco Fuentes 38,9%  | Cristóbal Venegas    | Ariel Cárdenas    |
| 19-23 de julio  | Alison Larraín       | Diego Guerrero    | Francisco Fuentes | Chritopher Mergen    | Alejandro Oyarzún 26,5%   | Christopher Mergen 47,8% | Diego Guerrero       | Alejandro Oyarzún |
| 26-30 de julio  | Romina Ayala         | Sandra Plett      | Valentina Valle   | Alison Larraín       | Marión Vallejos 19,9%     | Valentina Valle 35,2%    | Alison Larraín       | Marión Vallejos   |
| 2-6 de agosto   | Christian San Martín | Felipe Romero     | Valentina Valle   | Alison Larraín       | Alejandra Merino 22,8%    | Valentina Valle 38,7%    | Christian San Martín | Alejandra Merino  |
| 9-13 de agosto  | Jorge Uribe          | Felipe Romero     | Diego Guerrero    | Christopher Mergen   | Christian San Martín 17,8 | Christopher Mergen 60,2% | Christian San Martín | Felipe Romero     |
| 16-20 de agosto | Sebastián Pereira    | Diego Guerrero    | Belén Riffo       | Yessenia Vargas      | Catalina Olmos 23,1%      | Belén Riffo 48,9%        | Sebastián Pereira    | Catalina Olmos    |
| 23-25 de agosto | Yessenia Vargas      | Sandra Plett      | Cristóbal Venegas | Jorge Uribe          | Romina Ayala 29,7%        | Romina Ayala 40,4%       | Cristóbal Venegas    | Yessenia Vargas   |
| 26-27 de agosto | Romina Ayala         | Sandra Plett      | Diego Guerrero    | Francisco Fuentes    | Jorge Uribe 21,3%         | Romina Ayala 34,5%       | Diego Guerrero       | Jorge Uribe       |

### Fase individual
Los equipos de la primera temporada de Survivor se disolvieron y quedaron así:
| Participantes                | Condición en el programa |
| ---------------------------- | ------------------------ |
| Alison Larraín (Azul)        | En competencia           |
| Christian San Martín (Verde) | En competencia           |
| Sebastián Pereira (Verde)    | En competencia           |
| Valentina Valle (Azul)       | En competencia           |
| Christopher Mergen (Azul)    | 16º eliminado            |
| Cristóbal Venegas (Azul)     | 15º eliminado            |
| Valeria Müller (Verde)       | 14º eliminada            |
| Belén Riffo (Azul)           | 13º eliminada            |
| Francisco Fuentes (Azul)     | 12º eliminado            |
| Romina Ayala (Verde)         | 11º eliminada            |
| Diego Guerrero (Verde)       | 10º eliminado            |
| Sandra Plett (Azul)          | 9º eliminada             |

### Tabla de eliminación
| Semana                           | Primer nominado    | Segundo nominado     | Tercer nominado    | Cuarto nominado    | Ganador semanal      | Salvado por el ganador | Ganador de la eliminación | Eliminado          |
| -------------------------------- | ------------------ | -------------------- | ------------------ | ------------------ | -------------------- | ---------------------- | ------------------------- | ------------------ |
| 30 agosto-03 septiembre          | Sandra Plett       | Romina Ayala         | Belén Riffo        | Francisco Fuentes  | Sebastián Pereira    | Romina Ayala           | Belén Riffo               | Sandra Plett       |
| 06 - 10 de septiembre            | Belén Riffo        | Romina Ayala         | Diego Guerrero     | Francisco Fuentes  | Sebastián Pereira    | Romina Ayala           | Francisco Fuentes         | Diego Guerrero     |
| 13 - 16 de septiembre            | Romina Ayala       | Valeria Müller       | Francisco Fuentes  | Alison Larraín     | Valentina Valle      | Alison Larraín         | Valeria Müller            | Romina Ayala       |
| 20 - 24 de septiembre            | Belén Riffo        | Valeria Müller       | Christopher Mergen | Francisco Fuentes  | Alison Larraín       | Belén Riffo            | Valeria Müller            | Francisco Fuentes  |
| 20 - 24 de septiembre            | Belén Riffo        | Valentina Valle      | Christopher Mergen | Cristóbal Venegas  | Valeria Müller       | Valentina Valle        | Christopher Mergen        | Belén Riffo        |
| 27 de septiembre - 01 de octubre | Sebastián Pereira  | Valeria Müller       | Alison Larraín     | Valentina Valle    | Christian San Martín | Sebastián Pereira      | Alison Larraín            | Valeria Müller     |
| 04 - 08 de octubre               | Cristóbal Venegas  | Valentina Valle      | Alison Larraín     | Christopher Mergen | Sebastián Pereira    | Alison Larraín         | Valentina Valle           | Cristóbal Venegas  |
| 11 - 15 de octubre               | Christopher Mergen | Christian San Martín | Alison Larraín     | Valentina Valle    | Sebastián Pereira    | Sin salvado            | Alison Larraín            | Christopher Mergen |

### Banca de suplentes (Azul)
La etapa de ingreso a la banca, dio inicio el 3 de septiembre de 2010 con el reingreso de dos participantes, en donde, de algunos de los participantes eliminados volvieron a la competencia por votación del público.
| Participantes     | Condición en la votación | Porcentaje de la votación del público |
| ----------------- | ------------------------ | ------------------------------------- |
| Jorge Uribe       | Ingresó a la banca       | 81%                                   |
| Felipe Romero     | No ingresó               | 15%                                   |
| Alejandro Oyarzún | No ingresó               | 3%                                    |
| Ariel Cárdenas    | No ingresó               | 1%                                    |

| Participantes    | Condición en la votación | Porcentaje de la votación del público |
| ---------------- | ------------------------ | ------------------------------------- |
| Catalina Olmos   | Ingresó a la banca       | 49%                                   |
| Yessenia Vargas  | No ingresó               | 43%                                   |
| Alejandra Merino | No ingresó               | 5%                                    |
| Marión Vallejos  | No ingresó               | 3%                                    |

Los participantes que conforman la banca de suplentes actualmente son los siguientes:
| Banca de suplentes |
| --- |
| - Belén Riffo - Catalina Olmos - Christopher Mergen - Cristóbal Venegas - Diego Guerrero - Francisco Fuentes - Jorge Uribe - Romina Ayala - Sandra Plett - Valeria Müller |

### Fase final
A partir del 18 de octubre comienza la fase final y finaliza el viernes 22 de octubre con la final. El 15 de octubre el público a través de mensajería de texto reincorporó a uno de los participantes de la banca:

| Participantes     | Condición en la votación | Porcentaje de la votación del público |
| ----------------- | ------------------------ | ------------------------------------- |
| Valeria Müller    | Ingresó a la competencia | 41%                                   |
| Belén Riffo       | No ingresó               | 26%                                   |
| Cristóbal Venegas | No ingresó               | 20%                                   |
| Francisco Fuentes | No ingresó               | 6%                                    |
| Diego Guerrero    | No ingresó               | 4%                                    |
| Romina Ayala      | No ingresó               | 2%                                    |
| Sandra Plett      | No ingresó               | 1%                                    |

Quién acumule menos puntaje hasta finalizado el día 4 será eliminado de la competencia y no participara de la final, los cuatro que pasen a la final se enfrentarán en competencias todos contra todos de muerte súbita, es decir, el último en cada competencia será eliminado.

| Participante         | Lugar | Día 1 | Día 2 | Día 3 | Día 4 | Total | Final | Final | Final |  |
| -------------------- | ----- | ----- | ----- | ----- | ----- | ----- | ----- | ----- | ----- |  |
| Sebastián Pereira    | #1    | 1400  | 1600  | 1500  | 1100  | 5600  | #3    | #1    | #1    |  |
| Alison Larraín       | #2    | 1700  | 1300  | 1400  | 1500  | 5900  | #1    | #2    | #2    |  |
| Valentina Valle      | #3    | 1300  | 900   | 900   | 1500  | 4600  | #2    | #3    |       |  |
| Christian San Martín | #4    | 800   | 1100  | 1200  | 900   | 4000  | #4    |       |       |  |
| Valeria Müller       | #5    | 800   | 1100  | 1000  | 1000  | 3900  |       |       |       |  |

     Indica al ganador del día y de la ronda.
     Indica el peor puntaje del día.
     Indica el eliminado de la ronda.

| Alison Larraín       | 500 | 300 | 500 | 400 | 1700 |
| Christian San Martín | 100 | 400 | 100 | 200 | 800  |
| Sebastián Pereira    | 300 | 500 | 300 | 300 | 1400 |
| Valentina Valle      | 400 | 200 | 200 | 500 | 1300 |
| Valeria Müller       | 200 | 100 | 400 | 100 | 800  |

| Alison Larraín       | 500 | 300 | 200 | 300 | 1300 |
| Christian San Martín | 100 | 200 | 400 | 400 | 1100 |
| Sebastián Pereira    | 200 | 400 | 500 | 500 | 1600 |
| Valentina Valle      | 300 | 100 | 300 | 200 | 900  |
| Valeria Müller       | 400 | 500 | 100 | 100 | 1100 |

| Alison Larraín       | 400 | 300 | 200 | 500 | 1400 |
| Christian San Martín | 300 | 400 | 400 | 100 | 1200 |
| Sebastián Pereira    | 500 | 500 | 300 | 200 | 1500 |
| Valentina Valle      | 200 | 200 | 100 | 400 | 900  |
| Valeria Müller       | 100 | 100 | 500 | 300 | 1000 |

| Alison Larraín       | 400 | 500 | 500 | 100 | 1500 |
| Christian San Martín | 200 | 200 | 100 | 400 | 900  |
| Sebastián Pereira    | 500 | 100 | 200 | 300 | 1100 |
| Valentina Valle      | 300 | 300 | 400 | 500 | 1500 |
| Valeria Müller       | 100 | 400 | 300 | 200 | 1000 |

     Indica al ganador de la competencia.

## Pruebas

### Habilidad
- Jenga
- Basquetbolito
- Pesca milagrosa
- Paintball
- Efecto dominó
- Memorice
- Penales
- Pie grande
- El boomerang
- El sabueso

### Físicas
- La Ghymkhana
- El equilibrio
- Desafíos extremos
- El puente
- Peso muerto
- El muro
- Telaraña
- La rueda
- El trineo
- Túnel submarino
- Laberinto
- Posta extrema
- Trampolín
- Triatlón
- Zona cero
- Confianza ciega
- La pirámide
- Escalera al cielo
- Araña humana
- Campo minado
- La fuga
- La ghymkhana dieciochera

### Artísticas
Bailes:
- Salsa
- Reguetón
- Disco
- Merengue
- Country
- Cha-cha-chá
- Freestyle
- Cintas
- Telas
- Percusión Urbana
- Musicales

Canto:
- Baladas
- Rock
- Canciones en inglés
- Reguetón

### Lúdicas
- Dictado
- Banderas
- La misión
- Pruebas en la calle
- La carrera
- Fútbol gigante
- La ruleta rusa

- Datos: Q2918996